# 行政机关
行政機關，又称行政机构、行政部门，其工作是对组织進行日常的管理并施行法律政策等相关活动，是三权分立中的其中一部份。广义上，行政定义为负责国家政策的执行的政府机构。狭义上，则专指内阁等行政决策机构，而只从事事务性执行工作的人员和机构则归为官僚机构。但是这种区分也存在争议，例如法国大革命前以及欧洲的许多君主立宪政体，占据行政机构顶端的部长职位的也是行政管理者。
在基於三權分立原則的政治制度中，權力分佈在行政、立法、司法之間——試圖防止權力集中在一個群體手中。在這樣的系統中，行政部門不通過法律（立法機構的作用）或解釋它們（司法機構的作用）。相反，行政部門執行立法機關製定並由司法機關解釋的法律。行政可以是某些類型的法律的來源，例如法令或行政命令。行政官僚機構通常是法規的來源。
在使用議行合一的政治制度中，通常包括議會制，只有行政機構通常被稱為政府（立法機關通常被稱為“議會”或簡稱為“立法機關”），通常是立法機構的一部分或需要立法機關的信任供給（需要立法機關的支持/批准），因此被融合到立法权中而不是独立的。在議會主權中，行政機關的權力和組織完全取決於立法機關授予它的權力，行政機關的行為可能會或可能不會受到司法審查，而司法審查也受到立法機關的控制。在立法機關是主權的系統中，行政部門也可能擁有立法或司法權力，這通常是為什麼行政部門被稱為政府，因為它通常擁有非行政權力。

## 不同制度下的行政机构
在原始社會時期，行政權通常掌握在部落酋長、祭司手裡。
从有国家出现以后，行政权都是掌握在政府手里，政府是国家机器中最早出现的机构。
在中世纪，政府的首長一般都是國教的權威。基督教和伊斯蘭教國家政府的首長都是大主教；佛教和印度教國家宗教領袖通常只控制立法權，政府首長由軍隊領袖擔任；儒家文化區域的國家，君主掌握立法權，政府首長由大儒擔任。
現代國家體制不同，政府的體制也不同，但職責基本相同。在三權分立的國家，行政權和立法權、司法權各自由政府、國會及法院獨立行使，互相制衡。
在總統制國家，如美國、墨西哥、阿根廷、巴西、韓國等，人民分別選舉出總統及國會，總統身兼國家元首及政府首長，獨掌行政權並對人民負責；各政府部門的部長由總統任命，聽令於總統並對總統負責；國會行使立法權並對人民負責。
在半總統制（或稱雙首長制）國家，總統為國家元首，政府首長則由總理擔任；行政權由總統及總理共同行使，並且由總理代替總統對國會負責，用以分散總統權力並作為行政權及立法權之間的調和媒介，例如法國、俄羅斯和中華民國等。
在議會制及部分君主立憲制的國家中，國家元首是禮儀性的，稱為虚位元首，如德國、意大利的總統，澳大利亞和加拿大等國的總督，日本的天皇，英國的女王，马来西亚的最高元首；人民只選舉出國會，再由獲得國會多數支持的議員組成內閣行使行政權並對國會負責，意即行政權完全來源於立法權，國會為事實上的國家最高權力機關。
在社會主義國家中，行政機構為國家權力機構的執行單位，不過實際操作中執行的是國內唯一執政黨的決策，例如：中華人民共和國、朝鮮民主主義人民共和國、越南等。
在委員會制國家中，最高行政機構的成員由議會選舉產生。大部分的重要決策由委員們共同作出，政府首長只不過是一個行動委員會的主席，例如：瑞士聯邦委員會。

## 结构
任何国家的行政结构都呈金字塔型，层级关系严格，上级领导下级，下级必须严格执行上级的命令。这种结构有效率，理性，但是也会因为机构庞杂而造成机械僵化的问题。
一个国家的行政机构大体上可以分为：
1. 领导机构：即各行政部门的首脑和核心，主要职责是对辖下的重大行政问题进行决策，并指挥与监督决策的实施，也对辖下的工作进行协调。
2. 办公机构：领导机构的辅助办事机构，主要职责包括日常办公室事务，协调工作，辅助决策以及领导机构临时交办的工作或特别事务，例如各种办公室
3. 咨询机构：也就是智囊团或参谋机构，通过调查研究、政策协调等方式，对领导机构的决策进行辅助。
4. 信息机构：负责信息情报的收集整理，为领导机构提供信息服务，常见的部门有统计局、情报部门、档案室、资料室等
5. 职能机构：在领导机构领导下，负责组织一个或多个专门的行政事务，例如一个部下的各个局。
6. 派出机构：是某一级政府根据辖区授权委托，代表政府的分支机构。例如中国的行政公署、区公所、街道办事处。主要职责包括监督检查下级行政机构执行上级行政机构的命令、决策，并向委派机构报告辖区内的情况等。
7. 监督机构：各种行政监察机构，审计机构，负责对各行政机构及其人员进行执法性监督和检查。

- 國家元首——通常是君主、總統或最高領袖、主要的公共代表和民族团结的活生生的象征。
  - 政府首腦——通常是總理，監督所有國家事務的管理者。
    - 國防部長——監督武裝部隊、確定軍事政策和管理外部安全。
    - 內政部長——監督警察部隊、執法和管理內部控制。
    - 外交部長——監督外交事務、確定外交政策和管理外交關係。
    - 財政部長——監督國庫、確定財政政策和管理政府預算。
    - 司法部長——監督刑事訴訟、更正、法院命令的執行。

## 职能
行政机构的功能就是执行国家意志。包括宪法和法律的执行，并参与国家立法；对国家内外政策进行决策和实施，任免政府官员；管理国家公共事务；向立法机构提出预算，干预和调整社会经济。
一般而言，政府行政部門和普通公民的接觸和掌握的資源都最多、對公民的生活影響也最大，因此憲政和分權的主要目的就是要限制和制衡行政部門的權力。但是在实际层面上，行政机构往往具有一定的自由裁量权，而不仅仅是执行。取决于政治制度的不同，有些国家的行政机构拥有难以监控的强大权力，甚至在一些国家，行政机构几乎就是国家的决策中心。在不少国家，行政机构已经成为了事实上的主要立法者。许多议案都是由行政机构起草，然后交由议会通过。在经济社会领域，行政机构可以单独发布和正式立法相同作用的各种规则，以影响公民的社会生活。
虽然行政机构的权力在不断扩大，但是对其制约的机制也在不断完善。立法机构通过专业化和委员会方式，司法机构通过监督方式都在规制行政机构的权力。技术的进步，互联网的发展在使公民能够更多的影响社会的同时，也在制约着行政力量。